# Stefan Leuthold
Stefan Leuthold (* 24. Dezember 1967, aufgewachsen in Frauenfeld) ist ein Schweizer Politiker (GLP). Er ist Mitglied des Grossen Rats des Kantons Thurgau und Unternehmer.

## Biografie
1986 schloss Leuthold die Handelsmittelschule mit Diplom ab. 1992 bis 1993 besuchte er das Institut für Kaderschulung ifks Frauenfeld, wo er ebenfalls mit Diplom abschloss.
Von 1986 bis 2000 war er als kaufmännischer Mitarbeitender, Monteur sowie als leitender Disponent in unterschiedlichen Unternehmen tätig. Ende 2000 bis 2007 arbeitete er als kaufmännischer Leiter und Mitinhaber eines Unternehmens, welches Festhallen vermietet. 2008 bis 2018 hatte er eine leitende Funktion bei einem Anbieter von erneuerbaren Energien (unterbrochen von einem einjährigen Landwirtschafts-Praktikum). 2017 machte er sich selbstständig als Veranstalter der Tischmesse Thurgau.
Leuthold ist verheiratet und hat zwei erwachsene Kinder.

## Politik
Seit 2012 ist Leuthold Mitglied im Grossen Rat (Parlament) des Kantons Thurgau. Seit 2012 ist er dort Mitglied der Geschäftsprüfungs- und Finanzkommission. Im Kantonsrat engagierte er sich u. a. für die Senkung des Stimmrechtsalters auf 16 Jahre sowie für den Ausschluss von Palmöl aus dem Freihandelsabkommen mit Malaysia.
Leuthold war von 2011 bis 2016 und ist erneut seit 2019 Mitglied im Gemeinderat (Parlament) der Stadt Frauenfeld, wo er sich u. a. für finanzielle Anreize zum Stromsparen einsetzte. Er wurde am 18. Mai 2025 als Nachfolger von Fabrizio Hugentobler (FDP.Die Liberalen) in den Frauenfelder Stadtrat (Exekutive) gewählt. Das Amt trat er am 1. Juni 2025 an.
Leuthold ist Gründungs- und Vorstandsmitglied der Grünliberalen Partei Bezirk Frauenfeld. Von 2013 bis 2015 und von 2020 bis 2021 war er Co-Präsident, seit Dezember 2021 Präsident der Grünliberalen Partei Thurgau.